# (1513) Mátra
(1513) Mátra es un asteroide perteneciente al cinturón de asteroides descubierto el 10 de marzo de 1940 por György Kulin desde el observatorio Konkoly de Budapest, Hungría.

## Designación y nombre
Mátra recibió inicialmente la designación de 1940 EB.
Posteriormente se nombró por las Mátra, una cadena montañosa de Hungría.

## Características orbitales
Mátra está situado a una distancia media de 2,192 ua del Sol, pudiendo alejarse hasta 2,409 ua y acercarse hasta 1,976 ua. Tiene una inclinación orbital de 3,977° y una excentricidad de 0,09874. Emplea en completar una órbita alrededor del Sol 1186 días.